# Wolzogen
Wolzogen (ook: von Wolzogen, von Wolzogen am Perg, von Wolzogen [von und zu] Neuhaus) is van oorsprong een Neder-Oostenrijks adellijk geslacht. Het geslacht behoorde tot de Oostenrijkse, Boheemse, Duitse, Hongaarse en Poolse adel en vestigde zich later ook in Nederland.

## Geschiedenis
De bewezen stamreeks begint met toen Chunrad von Wolzogen voor het eerst werd vermeld in 1393 als leenhouder van een hof in Neder-Oostenrijk, toebehorend aan het klooster Tegernsee.
Leden van de familie dienden als militaire bevelhebbers, diplomaten, kunstenaars, en bestuursambtenaren, en zij verwierven adellijke titels in meerdere landen. Gedurende de 16e en 17e eeuw werd de familie Wolzogen verheven van ridderstand tot Freiherren binnen de Oostenrijkse, Boheemse, Hongaarse en Duitse adel.

### Duitse tak
De Duitse tak van de familie von Wolzogen vindt haar oorsprong in 1393, toen Chunrad von Wolzogen werd gedocumenteerd als leenman van het klooster Tegernsee in de regio Strengberg. Deze tak vestigde zich binnen het Heilige Roomse Rijk, waar ze een belangrijke rol speelden in het feodale systeem.
Gedurende de 16e eeuw breidde de familie haar invloed verder uit, met leden zoals Andreas von Wolzogen, die in 1569 door keizer Maximiliaan II werd benoemd tot postmeester in Kaschau.
Schloss Wolzogen, een kasteel van Johan Christoffel II von Wolzogen, oorspronkelijk 15e-eeuws; in 1715 grotendeels in barokstijl herbouwd staat bij Mühlfeld, gemeente Mellrichstadt, in de Beierse streek Grabfeld nu is het een museum. 
De protestantse adellijke familie von Wolzogen oefende al vanaf de 17e eeuw invloed uit in de omgeving van Mühlfeld. Die invloed droeg eraan bij dat enkele dorpen in deze streek tot op de dag van vandaag overwegend evangelisch-luthers zijn gebleven. Aan het eind van de 17e eeuw werd de familie vanwege haar geloof uit het katholieke Oostenrijk verdreven.

### Nederlands-Indische tak

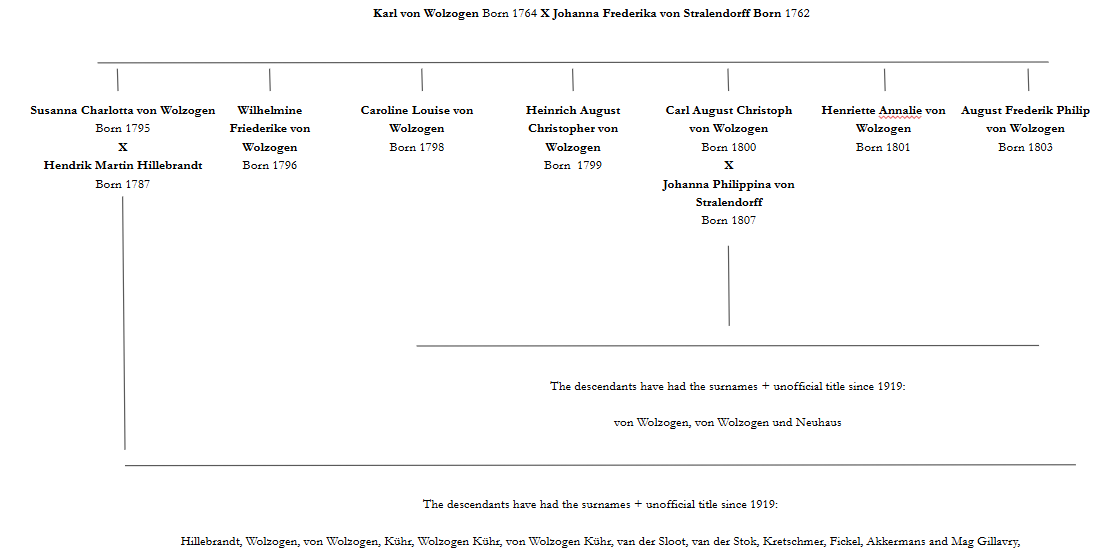
Afstamelingsschema, Indische tak

De Indische tak van de familie Wolzogen werd gesticht in 1795 door Carl Freiherr von Wolzogen, die als kolonel van het Württembergse Kapregiment naar Nederlands-Indië (Java) vertrok. Hij kreeg daar de hoge functie, generaal-inspecteur van de bossen.
Susanna Charlotte von Wolzogen (1795–1871) de dochter van Carl von Wolzogen. Haar oudste broer, Carl August Christoph von Wolzogen, had twee zonen, L.A.W. von Wolzogen en H.K.E. von Wolzogen die beiden kinderloos bleven. Haar jongste broer, August Philip Frederik von Wolzogen, bleef ongehuwd en liet geen nageslacht na. Om te voorkomen dat de familienaam verloren zou gaan en onderscheid te maken van andere families, gaf Susanna Charlotte haar kleinzoons toestemming om de naam von Wolzogen te dragen. Sommige van haar nakomelingen gebruikten daarnaast ook de adellijke titel, die echter niet officieel werd erkend en vaak gecombineerd werd met andere achternamen. 

### Pommerse tak
De Pommerse tak van de familie von Wolzogen ontstond in Achter-Pommeren, waar de familie het landgoed Dubberzin bezat. Deze tak was nauw verbonden met het Pruisische leger, waarin veel familieleden dienden als officieren, zoals Ludwig von Wolzogen (1773–1845), hij stond bekend om zijn rol in de Napoleontische oorlogen en zijn adviezen aan de Pruisische krijgsmacht.
Het landgoed Dubberzin bleef in familiebezit tot het einde van de Tweede Wereldoorlog. Door de verschuiving van grenzen en de annexatie van Achter-Pommeren door Polen na 1945 verloor de familie haar bezittingen, en de tak viel uiteen door emigratie. De Pommerse tak stierf daarmee grotendeels uit.

### Kalbsriethse tak
De Kalbsrieth-tak van de familie von Wolzogen heeft haar naam aan het landgoed Kalbsrieth in Saksen en werd gesticht door generaal Ludwig von Wolzogen, die ook hoofd was van de Pommerse tak.
Zijn zoon, Alfred von Wolzogen (1823–1883), zette de lijn voort. Alfred was een man van cultuur en bestuur, die onder andere als hofambtenaar, kamerheer en intendant van het hoftheater in Schwerin werkte. Onder zijn leiding kende Mecklenburg een periode van welvaart en vooruitgang.
Voor zover bekend zijn de Indische tak en de Kalbsriethse tak de enige nog bestaande takken van de familie Wolzogen.

## Enkele telgen

### Duitse tak (1393-?)
- Chunrad von Wolzogen (1393), stamvader van de familie van Wolzogen, leenman van het klooster Tegernsee.
- Andreas von Wolzogen (16e eeuw), postmeester in Kaschau door keizer Maximiliaan II.
- Hans Christoph von Wolzogen auf Arnstein und Neuhaus(17e eeuw), Freiherr van Wolzogen, Arnstein en Neuhaus, eigenaar van Burg Neuhaus.
- Paul von Wolzogen (1628)
- Wilhelm von Wolzogen (1762–1809),militair officier in Nederlandse dienst, Freiherr van Wolzogen, broer van Ludwig (Pommerse tak/Kalbsrieth-tak) en Carl (Indische tak)

### Indische tak (1795- heden zonder officiële adellijke titels)
- Carl von Wolzogen (1764-1808) Freiherr van Wolzogen zu Neuhaus, kolonel van het Württembergse Kapregiment.
  - Suzanna Charlotte Hillebrandt, née von Wolzogen zu Neuhaus (1795-1871) Freiin van Wolzogen zu Neuhaus.
    - Jan Frederik Hendrik Hillebrandt (1818–1887) Met toestemming van zijn moeder Freiin Suzanna Charlotta, Freiherr van Wolzogen zu Neuhaus, Inspecteur der administratie van vogelnesten, pakhuismeester.
    - Albert Martin Hillebrandt (1823-1891) Met toestemming van zijn moeder Freiin Suzanna Charlotta, Freiherr van Wolzogen zu Neuhaus, zoutverkoop, pakhuismeester.

  - Carl August Christoph von Wolzogen (1800–1868) Freiherr van Wolzogen zu Neuhaus, bouwinspecteur en luitenant-ingenieur.

### Pommerse tak (1618- uitgestorven of levend zonder adellijke titels)
- Alfred von Wolzogen (1823-1883) Freiherr van Wolzogen zu Neuhaus, Regeringsraadslid in Breslau en theaterdirecteur in Schwerin.[12]
  - Hans Paul von Wolzogen (1848-1938) Freiherr van Wolzogen, schrijver, redacteur en uitgever.
  - Ernst von Wolzogen (1855-1934) Freiherr van Wolzogen, schrijver , redacteur en oprichter van een van de eerste literaire cabarets in Duitsland.
  - Agnes Emilie Mathilde Gisela (1858-?) Freiin van Wolzogen[13].
  - Emilie Susanna Hildegard (1860-1944) Freiin van Wolzogen zu Neuhaus[14].

### Kalbsrieth-tak
- Ludwig von Wolzogen (1773-1845), Baron van Wolzogen, Württembergse militair die diende tijdens de Napoleontische oorlogen.[10]